# CITIC Plaza
CITIC Plaza
CITIC Plaza é um arranha-céu de 80 andares construído em Guangzhou, na China. Sua altura é de 390 metros (1 280 pés), incluindo as duas antenas no topo do edifício. Completado em 1997, é, até julho de 2019, a segunda maior estrutura de concreto do mundo, atrás apenas do Trump International Hotel and Tower, o 14.º maior edifício da China e o 29.º do mundo.

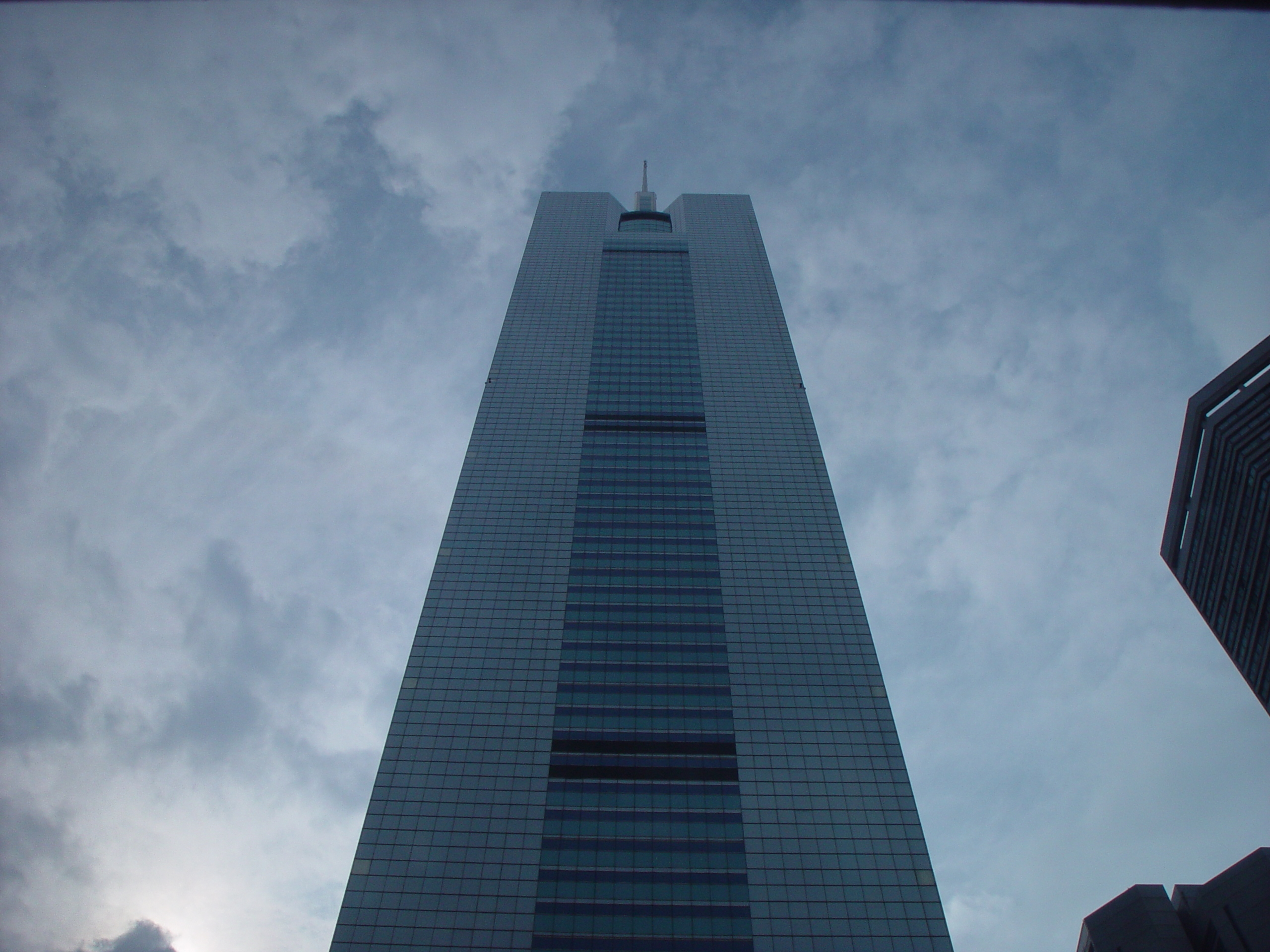